# ロバート・J・リフトン
ロバート・J・リフトン（Robert Jay Lifton 1926年5月16日 - ）は、アメリカの精神科医。ニューヨーク市立大学名誉教授。ハーバード大学医学部精神科講師。コーネル大学で生物学専攻、ニューヨーク医科大学で医学博士号取得。

## 邦訳

### 単著
- 『革命の不死性 毛沢東と中国文化革命』井上勇訳 時事通信社 時事新書 1970
- 『死の内の生命―ヒロシマの生存者』桝井迪夫、湯浅信之,越智道雄,松田誠思共訳（朝日新聞社）1971
  - 『ヒロシマを生き抜く―精神史的考察―』（岩波現代文庫）
- 『誰が生き残るか プロテウス的人間』外林大作訳 誠信書房 1971
- 『終りなき現代史の課題―死と不死のシンボル体験-』小野泰博,吉松和哉訳（誠信書房）1971
- 『思想改造の心理―中国における洗脳の研究-』小野泰博訳　誠信書房、1979
- 『現代(いま)、死にふれて生きる―精神分析から自己形成パラダイムへ』渡辺牧,水野節夫訳（有信堂高文社）1989
- 『終末と救済の幻想―オウム真理教とは何か-』渡辺学訳（岩波書店）2000

### 共著
- 『日本人の死生観 上･下』（加藤周一、M・ライシュとの共著 矢島翠訳　岩波新書）1977
- 『アメリカの中のヒロシマ』（G・ミッチェルとの共著 大塚隆訳　岩波書店）1995